# 汇金百货
汇金百货是由上海汇金百货有限公司運營的連鎖零售店。

## 历史
首家旗艦店于1998年9月26日於徐家匯开业。汇金虹桥店、汇金上海南站店於2008年和2016年先後開業。

## 外部連結
- 官方网站